# Samurai
För samurajkrigare i Japan, se Samuraj.
Samurai var en svensk serietidning med mangaserier, utgiven av Epix åren 1988–1992. Huvudserie var Ensamvargen (Kozure Ōkami, 子連れ狼) av Kazuo Koike och Goseki Kojima. Tidningen innehöll även Kamui av Sanpei Shirato. Man publicerade även ett avsnitt av pseudomangan Usagi Yojimbo av Stan Sakai, innan den serien fick en egen tidning.

## Beskrivning
Denna utgivning av Ensamvargen var en översättning av den amerikanska utgåvan hos bolaget First Comics. Det bolaget gav ut 45 avsnitt av Ensamvargen (och 32 avsnitt av Kamui), innan man gick i konkurs.
Den svenska tidningen startade sin existens som en månadstidningen. Under 1990–1992 publicerades tidningen med tjocka dubbelnumer varannan månad.
Svenska Samurai hade under sin levnad tre olika logotyper. Den första (se bild överst) var en treradig, smått kalligrafisk variant, på omslaget kombinerad med de amerikanska tidningsomslagen av Frank Miller. Version två hade text som "fräste" likt fyrverkeri. Den tredje varianten (se bild till höger) använde ett mer skulpterat tyspnitt med japansk karaktär.

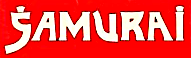
Tidningen Samurai kom ut på svenska i nästan fem års tid. Detta är den tredje varianten av logotypen.

## Lista över nummer
| Nummer   | Serie                | Avsnitt                                                   |
| -------- | -------------------- | --------------------------------------------------------- |
| 88/1     | Ensamvargen 1a       | Dråparens väg (28s)                                       |
| 88/1     | Ensamvargen 1b       | Köldens ankomst (32s)                                     |
| 88/1     | Ensamvargen 1c       | Kantorai (24s)                                            |
| 88/2     | Ensamvargen 2a       | Dödlig lek (28s)                                          |
| 88/2     | Ensamvargen 2b       | Vargfällan (30s)                                          |
| 88/3     | Ensamvargen 3        | Muren utan portar (59s)                                   |
| 88/4     | Ensamvargen 4        | Den fallne tigerns flöjt (59s)                            |
| 88/5     | Ensamvargen 5        | Halv matta, hel matta och en näve ris (60s)               |
| 88/6     | Ensamvargen 6        | Den vita vägen mellan två floder (64s)                    |
| 88/7     | Ensamvargen 7        | Jungfru, sköka (60s)                                      |
| 88/8     | Ensamvargen 8        | Återvändsgränd (60s)                                      |
| 89/1     | Ensamvargen 9        | Klockans väktare (62s)                                    |
| 89/2     | Ensamvargen 10       | Laglös samurai (60s)                                      |
| 89/3     | Ensamvargen 11       | Töväder (59s)                                             |
| 89/4     | Ensamvargen 12       | Bödelns berg (59s)                                        |
| 89/5     | Ensamvargen 13       | De sex vägarna utan slut (59s)                            |
| 89/6     | Ensamvargen 14       | Svart vind (59s)                                          |
| 89/7     | Ensamvargen 15       | Vägmärken (63s)                                           |
| 89/8     | Ensamvargen 16       | Halshuggaren Asaemon (58s)                                |
| 89/9     | Ensamvargen 17       | Hjortjägarna (58s)                                        |
| 89/10    | Ensamvargen 18       | Sakais gevär (63s)                                        |
| 89/11    | Ensamvargen 19       | Byn där hungern bor (61s)                                 |
| 89/12    | Ensamvargen 20       | Soldaten är slottet (60s)                                 |
| 90/1-2   | Ensamvargen 21       | Stenens bro (59s)                                         |
| 90/1-2   | Ensamvargen 22       | Jakten på de hemlösa (59s)                                |
| 90/3-4   | Ensamvargen 23a      | Drakmoln, Tigervind (33s)                                 |
| 90/3-4   | Ensamvargen 23b      | Värdshuset Den sista krysantemen (36s)                    |
| 90/5-6   | Ensamvargen 24       | Gässens budskap (33s)                                     |
| 90/5-6   | Ensamvargen 25       | Vintertranans berättelse (58s)                            |
| 90/5-6   | Ensamvargen 26       | Kurokuwas kedjor (58s)                                    |
| 90/7-8   | Ensamvargen 27       | Tårarnas väv (33s)                                        |
| 90/7-8   | Ensamvargen 28       | Vintertranans berättelse (58s)                            |
| 90/9-10  | Legenden om Kamui 1  | Ön Sugaru, kapitel ett: Ichijiro, vitfot (63s)            |
| 90/9-10  | Ensamvargen 29       | Skuggor, ekon (60s)                                       |
| 90/11-12 | Legenden om Kamui 2  | Sugarus ö, kapitel två: Röda maneter (63s)                |
| 90/11-12 | Ensamvargen 29       | Laglösa svärd (59s)                                       |
| 91/1-2   | Ensamvargen 30       | Nakna larver (62s)                                        |
| 91/1-2   | Legenden om Kamui 3  | Ön Sugari, kapitel 3: Två Ninjor, del ett (32s)           |
| 91/1-2   | Usagi Yojimbo        | Ensamgeten och lammet (28s)                               |
| 91/3-4   | Legenden om Kamui 4  | Ön Sugari, kapitel 4: Två Ninjor, del två (32s)           |
| 91/3-4   | Legenden om Kamui 5  | Ön Sugari, kapitel 5: Sol- och månsnäckan, del ett (15s)  |
| 91/3-4   | Ensamvargen 31       | Yagyus brev (78s)                                         |
| 91/5-6   | Ensamvargen 32       | Skilda vägar (58s)                                        |
| 91/5-6   | Legenden om Kamui 6  | Ön Sugari, kapitel 6: Sol- och månsnäckan, del två (62s)  |
| 91/7-8   | Ensamvargen 33       | Medkänslans fälla (58s)                                   |
| 91/7-8   | Legenden om Kamui 7  | Ön Sugari, kapitel 7: Sol- och månsnäckan, del tre (16s)  |
| 91/7-8   | Legenden om Kamui 8  | Ön Sugari, kapitel 8: Nukeninjakt, del 1 (52s)            |
| 91/9-10  | Ensamvargen 34       | Vandrande skuggor (59s)                                   |
| 91/9-10  | Legenden om Kamui 9  | Ön Sugari, kapitel 9: Kasumi kuzushi, del 1 (32s)         |
| 91/9-10  | Legenden om Kamui 10 | Ön Sugari, kapitel 10: Kasumi kuzushi, del 2 (30s)        |
| 91/11-12 | Ensamvargen 35       | Barnarov (59s)                                            |
| 91/11-12 | Legenden om Kamui 11 | Svärdsvinden, kapitel 1: Owari Yagyu, del 1 (32s)         |
| 91/11-12 | Legenden om Kamui 12 | Svärdsvinden, kapitel 1: Owari Yagyu, del 2 (30s)         |
| 92/1-2   | Ensamvargen 36       | Bilder (60s)                                              |
| 92/1-2   | Legenden om Kamui 13 | Svärdsvinden, kapitel 2, del 1: Efter solnedgången (32s)  |
| 92/1-2   | Legenden om Kamui 14 | Svärdsvinden, kapitel 2, del 2: Efter solnedgången (32s)  |
| 92/3-4   | Legenden om Kamui 15 | Svärdsvinden, kapitel 3: Kusanagi, prolog och del 1 (32s) |
| 92/3-4   | Legenden om Kamui 16 | Svärdsvinden, kapitel 3: Kusanagi, del 2 (32s)            |
| 92/3-4   | Ensamvargen 37       | Stjärnfall (58s)                                          |
| 92/5-6   | Ensamvargen 38       | Schism (51s)                                              |
| 92/5-6   | Legenden om Kamui 17 | Svärdsvinden, kapitel 3: Kusanagi, del 3 (44s)            |
| 92/5-6   | Legenden om Kamui 18 | Svärdsvinden, kapitel 3: Kusanagi, del 4 (31s)            |
| 92/7-8   | Legenden om Kamui 19 | Svärdsvinden, kapitel 3: Kusanagi, del 5 (30s)            |
| 92/7-8   | Legenden om Kamui 20 | Svärdsvinden, kapitel 4: Dödens skugga, del 1 (31s)       |
| 92/7-8   | Ensamvargen 39       | [namn saknas!] (66s)                                      |
| 92/9-10  | Ensamvargen 40       | Gravens poesi (59s)                                       |
| 92/9-10  | Legenden om Kamui 21 | Svärdsvinden, kapitel 4: Dödens skugga, del 2 (32s)       |
| 92/9-10  | Legenden om Kamui 22 | Svärdsvinden, kapitel 4: Dödens skugga, del 3 (32s)       |
| 92/11-12 | Ensamvargen          | Gränsstationen(77s)                                       |
| 92/11-12 | Legenden om Kamui    | Svärdsvinden, kapitel 4: Dödens skugga, del 4 (30s)       |
| 92/11-12 | Legenden om Kamui    | Svärdsvinden, kapitel 5: Kasose, del 1 (22s)              |